# 中美夜鹰
中美夜鹰（学名：Siphonorhis bresteri）是夜鹰科中美夜鹰属的一种鸟，也是该属中唯一确认仍然存在的物种。该物种分布于多米尼加和海地。

## 分类
中美夜鹰此前被视为与牙买加夜鹰是同一物种，拆分后的牙买加夜鹰可能已经灭绝。中美夜鹰有两个亚种：S. b. brewsteri及S. b. gonavensis。

## 描述
中美夜鹰体长17至21.5厘米，指名亚种上半身呈灰棕色，带有黑色条纹，翅膀收起时可见明显的白色斑点。后颈具有宽浅黄色领。胸部深棕色，有白色斑点，腹部白色，有棕色条纹和Vermiculation。除中央尾羽外的尾羽末端为浅色，其中雄性白色，而雌性则为浅黄色。S. b. gonavensis整体上体型更小，颜色更白。

## 分布
指名亚种分布在多米尼加中部和西部（尤其是佩德纳莱斯省、独立省和巴拉奥纳省）以及海地的西部省。S. b. gonavensis分布于海地的戈纳夫岛。